# Praça dos Três Poderes (Ipatinga)
A Praça dos Três Poderes é um logradouro público  localizada no Centro do município brasileiro de Ipatinga, no interior do estado de Minas Gerais. Localiza-se no Distrito-Sede, estando situado na Regional IV. De acordo com o Instituto Brasileiro de Geografia e Estatística (IBGE), não contendo domicílios particulares possuindo a prefeitura municipal, fórum e 2 bancos além de caixa eletrônico no interior da prefeitura. distribuídos em uma área de 0,1 km².

## História
Essa região se originou a partir da instalação da Câmara Municipal e Eleição da Primeira Mesa Diretora – Gedeão de Freitas foi o primeiro Presidente da Câmara no ano de 1965. 
- Instalação do 14º Batalhão de Polícia Militar de Minas Gerais: A Unidade teve como seu primeiro quartel as instalações do antigo escritório Central da Usiminas e posterior sede do Contingente, ficando no quarteirão entre as ruas Varginha e Caxambu, Avenida João Valentim Pascoal e BR 458.
- Criação da Comarca de Ipatinga.
- Inauguração do Prédio da Prefeitura Municipal de Ipatinga.[3]

## Prefeitura Municipal de Ipatinga (Edifício Jamil Selim José de Sales)
No dia 29 de janeiro de 1977  foi inaugurado o Edifício Jamil Selim José de Sales que hoje está situado o Prédio da Prefeitura Municipal de Ipatinga, inaugurado com o nome do 4º prefeito de Ipatinga.